# コドモ警察
『コドモ警察』（コドモけいさつ）は、2012年の日本のドラマ。
毎日放送（MBS）制作、TBS系列で2012年4月から6月まで深夜ドラマ枠で放送された。
本ページでは2013年3月20日公開の同タイトル映画についても説明する。

## 概要
横浜を舞台に、悪の組織「レッドヴィーナス」の罠にかかって特殊ガスを吸い込み子供の姿になってしまったエリート刑事たちが新人若手刑事とともにレッドヴィーナスを追う、刑事ドラマである。基本的には往年の有名刑事ドラマにおける定番要素を踏襲しながら、子供の姿とのギャップが生み出すコミカルな描写を織り交ぜた内容となっている。
鈴木福は本作が連続ドラマ単独初主演、マリウス葉（Sexy Zone）と竜跳は本作が連続ドラマ初出演となる。
キャッチコピーは「全体的に、大人をなめるな。」。
2013年1月より、マリウス演じる間聖四郎を主人公にしたスピンオフドラマ『コドモ警視』が放送開始。
2013年3月20日には、『コドモ警察』の映画が公開された。

## テレビドラマ

### キャスト

#### 神奈川県警察大黒警察署
神奈川県横浜市鶴見区大黒町にある設定の警察署。

##### 特殊捜査課
大沼 茂 (50) - 鈴木福（大人の声：ゆうたろう / 最終話）
本作の主人公。通称：デカ長。小学校では学級委員長。
『太陽にほえろ!』のボスのような出で立ちと話し方をする。的確な指示と統率力で犯人を追い詰めて行く。カラオケの十八番は、石原裕次郎の「ブランデーグラス」。射撃が得意。
国光 信 (23) - 勝地涼
本庁から異動してきた新人刑事。
小学校や幼稚園に通う特殊捜査課の面々に代わり、捜査に奔走する。若さゆえに焦り、刑事に最も必要とされる忍耐力が足りず、先輩刑事に迷惑を掛ける。
「新人」と呼ばれているため、早く一人前の刑事に成長し立派なニックネームを付けてもらいたいと思っているが、事件解決後にいつも残念なニックネームを付けられてしまう。
林 舞子 (30) - 本田望結（大人の声：平野綾 / 最終話）
通称：マイコ。特殊捜査課の紅一点。
『あぶない刑事』に登場する浅野温子を彷彿とさせる出で立ちをしている。血気盛んな刑事たちを諌める。
渡辺 稔 (59) - 鏑木海智（大人の声：平泉成 / 最終話）
通称：ナベさん。
定年間近の刑事で、取調室では即座に容疑者を落とすことから「落としのナベさん」と呼ばれている。
下山 武雄 (49) - 青木勁都（大人の声：平田広明 / 最終話）
通称：イノさん。
大食漢。その体格から「鬼のイノさん」と呼ばれ、恐れられている。
川島 寛太 (39) - 秋元黎（大人の声：野島裕史 / 最終話）
通称：スマート。冷静冷淡な性格の持ち主。
特殊ガスを多く吸ったため、特殊捜査課の中で唯一、幼稚園の年少組に通っている。低年齢だけに現場へ出向いて捜査は行えず、刑事部屋で事件を分析する。
野上 浩二郎 (29) - 相澤侑我（大人の声：入野自由 / 最終話）
通称：エナメル。
多くの女性を虜にする色男でお洒落な刑事。
今村 剛 (28) - 竜跳（大人の声：浪川大輔 / 最終話）
通称：ブル。熱血刑事で常に体を鍛えている。
格闘技に精通しており、肉体を使った犯人検挙が得意である。

##### 警察関係者
間 聖四郎 (38) - マリウス葉 (Sexy Zone)
本庁のエリート刑事。特殊捜査課の面々からは「本庁さん」と呼ばれている。
特殊ガスを多く吸わなかったため、幼児化が進まずに済んだ。
松田 凛子 - 吉瀬美智子
鑑識課職員。
犯人が残した痕跡を分析し、デカ長に報告する。デカ長とは男女の関係だが、デカ長の“コドモ化”以降、逢う回数が減ってきており、逢瀬の度につのる思いをぶつけ、（中身は大人のままの）デカ長をたじたじにしているが、一方ではやんわりかわされることも少なくない。
木島（本庁幹部） - 飯田基祐 / 羽川（管理官） - 永岡卓也（第7・9・最終話）
木島は一時、特殊捜査課の指揮に当たり、羽川を従えてレッドヴィーナスの取引現場に踏み込むがヘリウムガスを吸ってしまい、お互い共に声が高くなる。
鑑識 - 野添義弘

#### その他
武藤 千種 - 上地春奈 / 武藤 弘康 - 本多力
神奈川県警が策定したスマートを養う仮の両親。
両親ともオカッパ頭で、まるで夫婦漫才のような息の合った掛け合いを見せる。
ナレーション - 森山周一郎

#### ゲスト
- 第1話
  - 小宮 ユキコ（ダンス講師） - 上野なつひ
  - コスモ金融の取り立て屋 - 矢崎広
- 第2話
  - 吉村（爆弾犯） - 大水洋介
- 第3話
  - 前島 義雄（立てこもり犯） - 津村知与支
  - 加藤 ゆり子（人質） - 外岡えりか（アイドリング!!!）
  - 若林 美佳（人質） - 井上佳子
  - リポーター - 伊澤美恵子
- 第4話
  - 権堂 明美（双葉大学学生） - 藤村聖子
  - 権堂（権堂製薬社長・明美の父親） - 堀内正美
  - 明美の母親 - おぐちのりこ
  - ゲームセンターの店員 - 岩澤晶範
  - プロレスラー - アブドーラ小林（大日本プロレス）、河上隆一（大日本プロレス）、稲葉雅人、竹田誠志（U-FILE CAMP）
- 第5話
  - 島崎（情報屋） - 加治将樹
  - チンピラ - 鈴之助、原田善友
- 第6話
  - 槇原 莉乃（国民的アイドル） - 指原莉乃（当時AKB48）[4][注 4]
  - 木村 菜穂（莉乃のマネージャー） - 岡本あずさ
  - 莉乃のファン - 裴ジョンミョン
  - 『アイドル生命をかけろ!ドキドキリアクションBOX!』出演芸人 - 野村浩二・磯山良司（江戸むらさき）
  - 『アイドル生命をかけろ!ドキドキリアクションBOX!』ディレクター - 野村啓介
- 第7話
  - 神山（レッドヴィーナス幹部） - 三浦誠己
  - 土岐田商会舎弟 - 北代高士、増田修一朗、北上史欧
- 第8話
  - 五味 徹（前科者） - 落合モトキ
  - ジャイアン姿の子供（デカ長からガシャポン自動販売機を横取りした） - 吉澤天純
- 第9話
  - 竹村（レッドヴィーナス・武藤夫妻誘拐犯） - 久ヶ沢徹
  - レッドヴィーナスの見張り役 - ウダタカキ
  - タクシーの運転手 - 山本泰弘
  - 安積 剛志（警視庁捜査一課特捜一係） - 佐々木蔵之介[5]
- 最終話
  - スカーフェイス・フランキー（レッドヴィーナスのボス） - 宅麻伸（友情出演）
  - 本庁の上官 - 五宝孝一
  - レッドヴィーナス幹部 - KENTARO

### スタッフ
- 脚本・監督：福田雄一
- 監督：久保田博紀、深迫康之、竹園元
- プロデュース：森谷雄
- プロデューサー：蔵本憲昭（電通）、南條昭夫、竹園元
- アソシエイトプロデューサー：井澤秀治、棚橋裕之
- 音楽：瀬川英史[注 5]
- ミュージック・エディター：小西善行
- サウンドミキサー：西川良
- サウンド・エディター：荒川望
- ラインプロデューサー：原田耕治
- アシスタントプロデューサー：加藤智子
- ブレーン：向田邦彦
- 助監督：星秀樹、荒井純恵、北畑龍一、具有然
- 制作担当：濱松洋一
- 制作主任：中谷康紀
- 制作進行：岸隼美
- 撮影：早坂伸、工藤哲也
- 撮影助手：吉田淳志、小島悠介、梶山剛広
- 照明：福長弘章
- 照明助手：山口峰寛、加藤功
- 美術：松塚隆史
- 録音：植田中、高島良太、日高成幸
- 録音助手：加藤憲治
- 編集：栗谷川純
- 編集アシスタント：櫻木絵里、近藤恵利子
- スクリプター：廣瀬順子
- 編成：高橋俊博
- オンライン編集：及川勝仁
- スタイリスト：馬場恭子
- スタイリストアシスタント：岡田梢
- ヘアメイク：池田真希、加藤由紀
- ヘアメイクインターン：稲富愛
- アクションコーディネート：田渕景也、辻井啓伺
- ガンエフェクト：遊佐和寿
- CG：本田孝雄
- アニメーション：加藤和博
- 宣伝プロデューサー：花田聖
- パブリシティ担当：金野祥子
- 宣伝：安藤ひと美
- インターネット番宣：加々本裕樹
- 製作プロダクション：アットムービー
- 特別協力：NTTドコモ
- 製作：「コドモ警察」製作委員会（電通、ポニーキャニオン、アットムービー）、MBS

### 主題歌
- Sexy Zone「High!! High!! People」（ポニーキャニオン）[注 6]

### 放送リスト
| 話数                                                      | 放送局 | 放送日        | 監督                | 国光につけられたニックネーム |
| --------------------------------------------------------- | ------ | ------------- | ------------------- | ---------------------------- |
| 直前SP                                                    | TBS    | 2012年4月10日 | 森谷雄              | なし                         |
| 直前SP                                                    | MBS    | 2012年4月12日 | 森谷雄              | なし                         |
| #01                                                       | TBS    | 2012年4月17日 | 福田雄一            | 社交ダンス→背広              |
| #01                                                       | MBS    | 2012年4月19日 | 福田雄一            | 社交ダンス→背広              |
| #02                                                       | TBS    | 2012年4月24日 | 福田雄一            | お手柄                       |
| #02                                                       | MBS    | 2012年4月26日 | 福田雄一            | お手柄                       |
| #03                                                       | TBS    | 2012年5月1日  | 福田雄一 久保田博紀 | ダクトにはまって尻隠さず     |
| #03                                                       | MBS    | 2012年5月3日  | 福田雄一 久保田博紀 | ダクトにはまって尻隠さず     |
| #04                                                       | TBS    | 2012年5月8日  | 久保田博紀          | AKB48                        |
| #04                                                       | MBS    | 2012年5月10日 | 久保田博紀          | AKB48                        |
| #05                                                       | TBS    | 2012年5月15日 | 深迫康之            | ベッカム→デジカム            |
| #05                                                       | MBS    | 2012年5月17日 | 深迫康之            | ベッカム→デジカム            |
| #06                                                       | TBS    | 2012年5月22日 | 福田雄一            | アイドルオタク               |
| #06                                                       | MBS    | 2012年5月24日 | 福田雄一            | アイドルオタク               |
| #07                                                       | TBS    | 2012年5月29日 | 竹園元              | 中途半端イケメン             |
| #07                                                       | MBS    | 2012年5月31日 | 竹園元              | 中途半端イケメン             |
| #08                                                       | TBS    | 2012年6月5日  | 久保田博紀          | 看護師さん→ナース            |
| #08                                                       | MBS    | 2012年6月7日  | 久保田博紀          | 看護師さん→ナース            |
| #09                                                       | TBS    | 2012年6月12日 | 久保田博紀          | なし                         |
| #09                                                       | MBS    | 2012年6月21日 | 久保田博紀          | なし                         |
| #10                                                       | TBS    | 2012年6月19日 | 福田雄一 久保田博紀 | レッドヴィーナス→デカ長      |
| #10                                                       | MBS    | 2012年6月28日 | 福田雄一 久保田博紀 | レッドヴィーナス→デカ長      |
| 平均視聴率 1.6%（視聴率は関東地区・ビデオリサーチ社調べ） |        |               |                     |                              |

### ネット局
| 放送地域       | 放送局             | 系列           | 放送期間                  | 放送日時                | 備考              |
| -------------- | ------------------ | -------------- | ------------------------- | ----------------------- | ----------------- |
| 関東広域圏     | TBSテレビ          | TBS系列        | 2012年4月17日 - 6月19日   | 火曜 24:55 - 25:25      | 制作局より9日先行 |
| 近畿広域圏     | 毎日放送           | TBS系列        | 2012年4月19日 - 6月28日   | 木曜 24:55 - 25:25      | 制作局            |
| 岡山県・香川県 | 山陽放送           | TBS系列        | 2012年4月19日 - 6月28日   | 木曜 24:55 - 25:25      | 同時ネット        |
| 静岡県         | 静岡放送           | TBS系列        | 2012年4月20日 - 7月6日    | 金曜 24:20 - 24:50      |                   |
| 北海道         | 北海道放送         | TBS系列        | 2012年4月23日 - 7月2日    | 月曜 24:20 - 24:51      |                   |
| 山形県         | テレビユー山形     | TBS系列        | 2012年5月4日 - 7月6日     | 金曜 16:24 - 16:53      |                   |
| 福岡県         | RKB毎日放送        | TBS系列        | 2012年6月17日 - 9月9日    | 日曜 5:45 - 6:15        |                   |
| 愛媛県         | あいテレビ         | TBS系列        | 2012年7月10日 - 9月11日   | 火曜 24:50 - 25:20      |                   |
| 高知県         | テレビ高知         | TBS系列        | 2012年7月21日 - 10月20日  | 土曜 17:00 - 17:30      |                   |
| 宮城県         | 東北放送           | TBS系列        | 2012年7月23日 - 8月3日    | 月 - 金曜 13:55 - 14:25 |                   |
| 中京広域圏     | 中部日本放送       | TBS系列        | 2012年7月23日 - 7月27日   | 月 - 金曜 14:54 -       | 2話ずつ放送       |
| 石川県         | 北陸放送           | TBS系列        | 2012年7月24日 - 7月30日   | 月 - 金曜 9:55 - 10:50  | 2話ずつ放送       |
| 秋田県         | 秋田放送           | 日本テレビ系列 | 2012年7月30日 - 8月21日   | 月 - 水曜 15:55 - 16:24 |                   |
| 福島県         | テレビユー福島     | TBS系列        | 2012年8月2日 - 8月17日    | 火 - 金曜 13:55 - 14:25 |                   |
| 大分県         | 大分放送           | TBS系列        | 2012年8月6日 - 8月21日    | 月 - 木曜 10:20 - 10:50 |                   |
| 山梨県         | テレビ山梨         | TBS系列        | 2012年8月6日 - 8月20日    | 月 - 金曜 16:20 - 16:50 |                   |
| 岩手県         | IBC岩手放送        | TBS系列        | 2012年8月10日 - 10月12日  | 金曜 15:50 - 16:20      |                   |
| 青森県         | 青森テレビ         | TBS系列        | 2012年10月10日 - 12月19日 | 水曜 25:00 - 25:30      |                   |
| 鹿児島県       | 南日本放送         | TBS系列        | 2013年3月22日 - 4月4日    | 月 - 金曜 14:00 - 14:30 |                   |
| 熊本県         | 熊本放送           | TBS系列        | 2013年3月26日 - 4月5日    | 火 - 金曜 15:00 - 15:30 |                   |
| 沖縄県         | 琉球放送           | TBS系列        | 2013年6月28日 - 8月30日   | 金曜 14:55 - 15:25      |                   |
| 山口県         | テレビ山口         | TBS系列        | 2013年8月20日 -           | 月 - 金曜 14:50 - 15:50 | 2話ずつ放送       |
| 新潟県         | 新潟放送           | TBS系列        | 2015年3月31日 -           | 平日 10:30 - 11:00      |                   |
| 富山県         | チューリップテレビ | TBS系列        | 2015年9月3日 -            | 木曜 24:50 - 25:50      | 2話ずつ放送       |

※中国放送（広島県）では、ドラマ自体は放送しなかったが、劇場版の公開直後に関連番組「コドモ警察公開記念!研修バスツアー 豪華出演陣大集合SP」を2013年4月1日（月曜）10:00 - 10:30に放送した。
| 毎日放送 木曜深夜ドラマ第1部                     | 毎日放送 木曜深夜ドラマ第1部        | 毎日放送 木曜深夜ドラマ第1部 |
| 前番組                                           | 番組名                              | 次番組                       |
| ------------------------------------------------ | ----------------------------------- | ---------------------------- |
| 家族八景 Nanase,Telepathy Girl's Ballad          | コドモ警察 （2012年4月より2部体制） | ドラゴン青年団               |
| TBS 火曜深夜24:55 - 25:25（水曜未明0:55 - 1:25） |                                     |                              |
| 家族八景 Nanase,Telepathy Girl's Ballad          | コドモ警察                          | ドラゴン青年団               |

## スピンオフネットドラマ
『アプリ警察』（アプリけいさつ）のタイトルで、NTTドコモのスマートフォン限定で配信され、その後は『コドモ警察』の映像ソフト（DVD/BD）に映像特典として全話収録された。毎週火曜更新。本作には特殊捜査課の面々が登場するが、デカ長、国光、マイコは出演しない。

### キャスト（スピンオフネットドラマ）
- 川島 寛太 (39) - 秋元黎
- 渡辺 稔 (59) - 鏑木海智
- 下山 武雄 (49) - 青木勁都
- 野上 浩二郎 (29) - 相澤侑我
- 今村 剛 (28) - 竜跳

### スタッフ（スピンオフネットドラマ）
- 監修：福田雄一
- 脚本：向田邦彦
- プロデューサー：蔵本憲昭、南條昭夫、井澤秀治
- プロデュース：森谷雄
- 演出：森谷雄、星秀樹
- 企画協力：NTTドコモ

### 配信リスト（スピンオフネットドラマ）
| 話数   | 配信日        | サブタイトル                      |
| ------ | ------------- | --------------------------------- |
| 第1話  | 2012年4月10日 | スマート刑事のアプリ悩み相談室 #1 |
| 第2話  | 2012年4月17日 | スマート刑事のアプリ開発室 #1     |
| 第3話  | 2012年4月24日 | スマート刑事のアプリ開発室 #2     |
| 第4話  | 2012年5月1日  | スマート刑事のアプリ開発室 #3     |
| 第5話  | 2012年5月8日  | スマート刑事のアプリ開発室 #4     |
| 第6話  | 2012年5月15日 | スマート刑事のアプリ悩み相談室 #2 |
| 第7話  | 2012年5月22日 | スマート刑事のアプリ開発室 #5     |
| 第8話  | 2012年5月29日 | スマート刑事のアプリ悩み相談室 #3 |
| 第9話  | 2012年6月5日  | スマート刑事のアプリ開発室 #6     |
| 第10話 | 2012年6月12日 | スマート刑事のアプリ開発室 #7     |

## 映画
2013年3月20日公開。キャッチコピーは「いいかげん、大人になれよ!!」。また、駅掲示のポスターでは、『エクスペンダブルズ2』（映像ソフト発売告知）とのタイアップが行なわれた。
映画観客動員ランキング（興行通信社調べ）では初登場第11位となっている。最終興収は推定1億5000万円。

### あらすじ（映画版）
ある日、来日するカゾキスタン大統領の暗殺予告がレッドヴィーナスから届く。しかし、事を表沙汰にしたくない本庁は特殊捜査課を大統領警備から外すことを決定する。本庁の意向に従うというデカ長に納得できないコドモ刑事たちは、バラバラになってしまう。
そんな中、エナメルは昔の恋人だった絵里子と思いがけず再会する。一方、単独でカゾキスタン大統領に近づいたブルは何者かに捕われてしまう。やがて大統領が誘拐され、その捜査に全員がかかりきりになるなか、エナメルはレッドヴィーナスと取引して大人の姿に戻り、絵里子とデートしていた。
凛子の報告からレッドヴィーナスの本当の目的を看破したデカ長は、ブルを助けるために単身乗り込んでいく。そして、デカ長と交換に解放されたブルから「デカ長が捕まった」と聞いた特殊捜査課の面々は、デカ長を助けるために決戦へ向かう。

### キャスト（映画版）
役名などは劇場版『コドモ警察』パンフレットより。
- 大沼 茂 (50) - 鈴木福（大人の声：ゆうたろう）： 通称：デカ長
- 国光 信 (23) - 勝地涼： 特殊捜査課の新人刑事
- 林 舞子 (30) - 本田望結（大人の声：平野綾）： 通称：マイコ
- 渡辺 稔 (59) - 鏑木海智（大人の声：平泉成）： 通称：ナベさん
- 下山 武雄 (49) - 青木勁都（大人の声：平田広明）： 通称：イノさん
- 川島 寛太 (39) - 秋元黎（大人の声：野島裕史）： 通称：スマート
- 野上 浩二郎 (29) - 相澤侑我： 通称：エナメル
- 今村 剛 (28) - 竜跳（大人の声：浪川大輔）： 通称：ブル
- 間 聖四郎 (38) - マリウス葉（Sexy Zone）
- 松田 凛子 - 吉瀬美智子
- 木島 - 飯田基祐 ：本庁の管理官
- 羽川 - 永岡卓也 ：本庁の管理官
- 鑑識 - 野添義弘
- 武藤 千種 - 上地春奈 ：スマートの擬似の母
- 武藤 弘康 - 本多力 ：スマートの擬似の父
- 神崎絵里子 - 北乃きい： エナメルの元恋人
- 大人のエナメル - 山本裕典（友情出演）
- 吉住 - 神尾佑： SP（警護課）のリーダーで、ナベさんの元部下
- 山崎 - 鈴木亮平： レッドヴィーナスの幹部
- 覆面男 - 竹井亮介
- カゾキスタン大統領 - アハマド・アリ
- 槇原莉乃 - 指原莉乃（HKT48） ※ドラマ版に引き続き出演
- 女子高生 - 有村架純 ※ナベさんとイノさんの取り調べを受ける
- ドラマのプロデューサー[注 20] - 佐藤二朗 ※スピンオフドラマ『コドモ警視』にも同様の役で出演
- ドラマの監督[注 21] - ムロツヨシ
- オーディション会場の係の人 - 柳原可奈子
- 八百屋店主 - 半海一晃
- 肉屋店主 - 坂田聡
- 平岡翔太 - 田中理勇： マイコが通う学校の同級生
- 川辺 - 宍戸開： レッドヴィーナスの幹部
- 上官 - 小野寺昭： 間の上司 ※スピンオフドラマ『コドモ警視』にも同役で出演
- ナレーション - 森山周一郎

### スタッフ（映画版）
- プロデュース：森谷雄
- プロデューサー：蔵本憲昭、山内章弘
- アソシエイトプロデューサー：花田聖、棚橋裕之、東信弘、竹園元
- ラインプロデューサー：的場明日春
- 撮影：早坂伸(J.S.C)、工藤哲也
- 照明：小西章永
- 美術：松塚隆史
- 録音：山田幸治
- 編集：栗谷川純
- スタイリスト：馬場恭子
- ヘアメイク：池田真希
- スクリプター：廣瀬順子
- 助監督：久保田博紀、市原直、貝有然
- スタントコーディネーター：田淵景也
- スタントコーディネーター助手：舟山弘一
- ガンフェクト：遊佐和寿、会田文彦
- 制作担当：濱松洋一
- 協賛：森下仁丹株式会社、雪印メグミルク
- 特別協力：横浜市
- 製作：映画「コドモ警察」製作委員会（電通、東宝、ポニーキャニオン、TBSテレビ、毎日放送、読売新聞、アットムービー）
- 製作プロダクション：東宝 映画企画部&アットムービー
- 配給：東宝映像事業部

### 受賞
- ファンタスティック・フェスト2013 ガットバスターコメディ部門 最優秀主演男優賞（鈴木福）[9]

### 主題歌（映画版）
- Sexy Zone「High!! High!! People -movie remix-」（ポニーキャニオン）[注 22]

### エピソード
- 特殊捜査課メンバーを演じたキャストのうち、国光を演じた勝地涼以外の7人、および間役のマリウス葉の合計8人は、衣装デザインやヘアスタイルにこだわりを持たせることによって「もともと大人の刑事（警察関係者）であった」ことを強調しているが、ヘアスタイルに関しては全員カツラを使用することなく、地毛を活用して仕上げている[10]。

## 関連番組
コドモ大学
2012年秋の新番組をPRする改変期特番で、鈴木福が教授に扮し他のコドモたちが教授に発表するという形で新番組の紹介をする司会も出演者もすべてコドモの「研究発表バラエティ」。
MBSでは2012年10月6日（00:20-00:50）、TBSでは10月9日（00:20-00:50）に放送された後各地方で遅れ放送された。
- 出演者：鈴木福、本田望結、鏑木海智、青木勁都、秋元黎、相澤侑我、竜跳

映画“コドモ警察”公開記念!研修バスツアー 豪華出演陣大集合SP
2013年3月20日（祝・水）（13:55-14:50）、映画公開を記念し特別番組がTBSで放送された。その後、各地域で遅れ放送されている。
- 出演者：鈴木福、勝地涼、マリウス葉（SexyZone）、本田望結、鏑木海智、青木勁都、秋元黎、相澤侑我、竜跳、小野寺昭、指原莉乃（HKT48）、DaiGo（メンタリスト）